# Aporrhais pespelecani
Espèce
Aporrhais pespelecani, le Pied de pélican, est une espèce de mollusques gastéropodes marins appartenant à la famille des Aporrhaidae. Au début du XXe siècle le nom scientifique était parfois écrit avec un trait d'union « pes-pelicani » (books.google.com).

## Généralités
- Longueur : de 3 à 5 cm.
- Mode de vie : s'enfouit dans le sable.
- Alimentation : se nourrit de plancton et de débris organiques (déposivore)[2].

## Habitat et répartition
- Il vit dans l'est de l'océan Atlantique, et de la Norvège à la Méditerranée (www.animalbase.uni-goettingen.de). On le retrouve aussi dans la mer Noire (www.grid.unep.ch).
- Cette espèce vit dans la zone littorale, de 10 à 130 m de profondeur, sur la boue ou le sable vaseux.
- On trouve sa coquille vide échouée sur le rivage

## Étymologie et nomenclature
Le nom spécifique pespelecani vient du grec et signifie pied de pélican tout comme le nom commun. Ce nom vient de la forme des trois pointes (ou parfois quatre) élargies sur l'extérieur de la coquille adulte, qui ressemble aux pieds palmés des oiseaux de mer tel le pélican.
Le nom spécifique est souvent orthographié pespelicani par analogie avec l'orthographe moderne du mot "pélican", mais ce n'est pas correct. Ce n'était pas l'orthographe d'origine telle qu'elle était utilisée par Linné : Strombus Pes pelecani. Le Code international de nomenclature zoologique dit que l'orthographe originale du nom d'une espèce est la bonne, même dans les cas où le mot était à l'origine mal orthographié, ou n'est pas conforme à l'orthographe actuelle. Toutefois, dans ce cas, le nom spécifique doit maintenant être écrit comme un mot, pas deux, et ne peut être écrit avec un trait d'union.

## Galerie

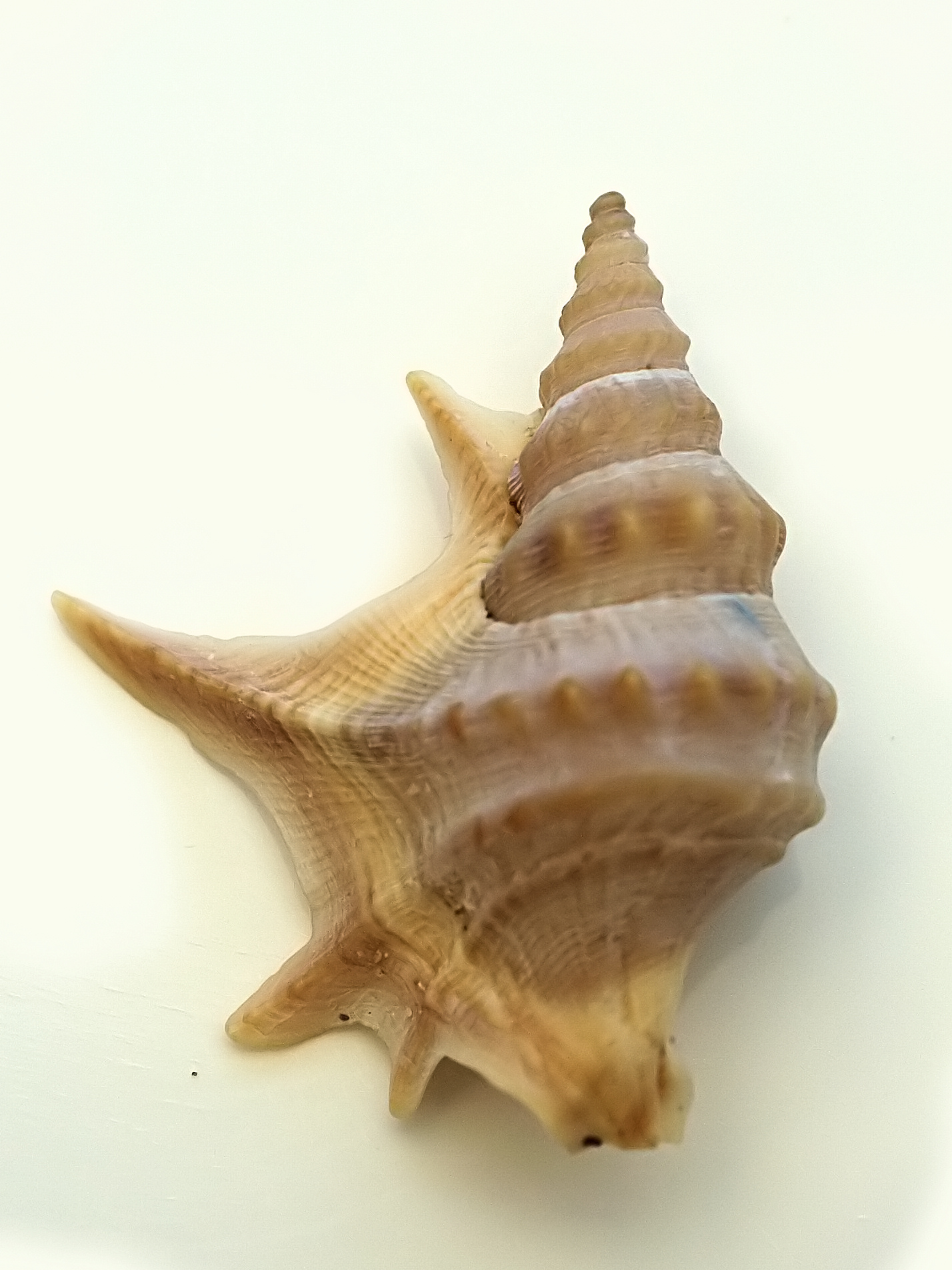
Aporrhais pespelecani Catalogne, Espagne.
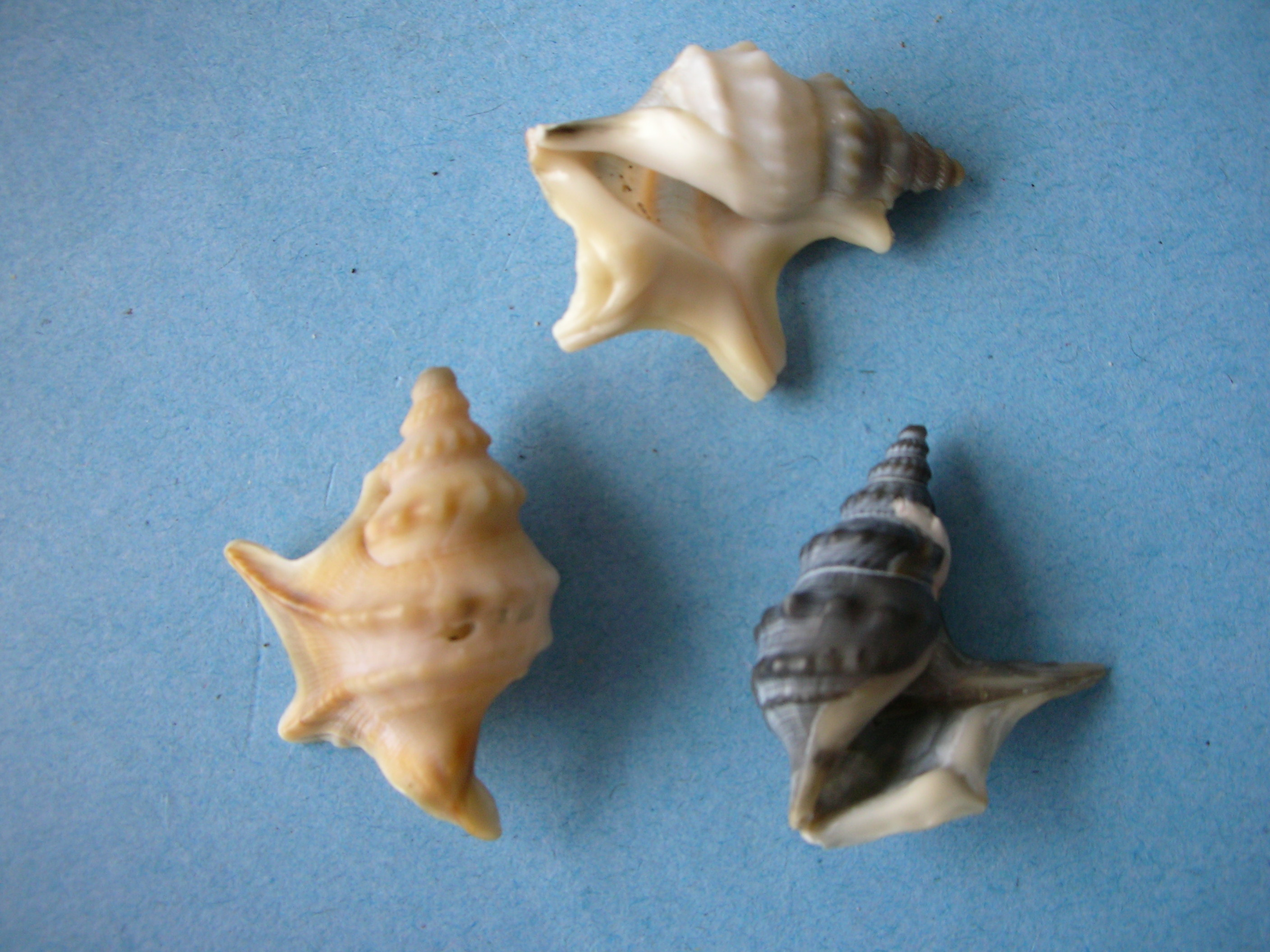
Trois Aporrhais pespelecani échoués sur le sable.

### Source
- Arianna Fulvo et Roberto Nistri, 350 coquillages du monde entier, Delachaux et Niestlé, Paris 2005, 256 p.  (ISBN 2-603-01374-2)